# Campionat del Món de Trial 2014
|  | Per al campionat del món en pista coberta d'aquell any, vegeu Campionat del Món de X-Trial 2014 |

La temporada de 2014 del Campionat del Món de trial fou la 40a edició d'aquest campionat, organitzat per la FIM. El calendari oficial constava de 13 proves puntuables, celebrades entre el 12 d'abril i el 7 de setembre.
Toni Bou va guanyar el vuitè dels seus 18 campionats mundials a l'aire lliure (a data de 2024). Aquella temporada es va repetir gairebé el mateix resultat que el 2013 pel que fa als sis primers classificats: Toni Bou, campió, Adam Raga, subcampió i Albert Cabestany, Jeroni Fajardo, Takahisa Fujinami i James Dabill situats del tercer al sisè lloc per aquest ordre (només es van intercanviar les posicions de Cabestany i Fajardo, quart i tercer respectivament l'any anterior).
De nou, totes les proves puntuables menys una les van guanyar catalans: Toni Bou, set, Adam Raga quatre i Takahisa Fujinami l'altra. Un altre català es va situar aquell any entre els deu primers: Pol Tarrés, nebot de Jordi Tarrés, fou novè amb la Sherco

## Sistema de puntuació
Barem de puntuació a partir de 1984:
| Posició | 1  | 2  | 3  | 4  | 5  | 6  | 7 | 8 | 9 | 10 | 11 | 12 | 13 | 14 | 15 |
| Punts   | 20 | 17 | 15 | 13 | 11 | 10 | 9 | 8 | 7 | 6  | 5  | 4  | 3  | 2  | 1  |

## Calendari
| Ronda | Data          | Gran Premi    | Lloc             | Guanyador         |
| ----- | ------------- | ------------- | ---------------- | ----------------- |
| 1     | 12 d'abril    | Austràlia     | Maldon           | Takahisa Fujinami |
| 2     | 13 d'abril    | Austràlia     | Maldon           | Toni Bou          |
| 3     | 26 d'abril    | Japó          | Twin Ring Motegi | Adam Raga         |
| 4     | 27 d'abril    | Japó          | Twin Ring Motegi | Adam Raga         |
| 5     | 24 de maig    | Europa        | L'Ìsula          | Cancel·lada       |
| 6     | 25 de maig    | Europa        | L'Ìsula          | Adam Raga         |
| 7     | 1 de juny     | Itàlia        | Alagna           | Toni Bou          |
| 8     | 13 de juliol  | Bèlgica       | Comblain-au-Pont | Toni Bou          |
| 9     | 19 de juliol  | Gran Bretanya | Nord Vue         | Toni Bou          |
| 10    | 20 de juliol  | Gran Bretanya | Nord Vue         | Adam Raga         |
| 11    | 27 de juliol  | França        | La Mongie        | Toni Bou          |
| 12    | 6 de setembre | Espanya       | Arnedo           | Toni Bou          |
| 13    | 7 de setembre | Espanya       | Arnedo           | Toni Bou          |

## Classificació final

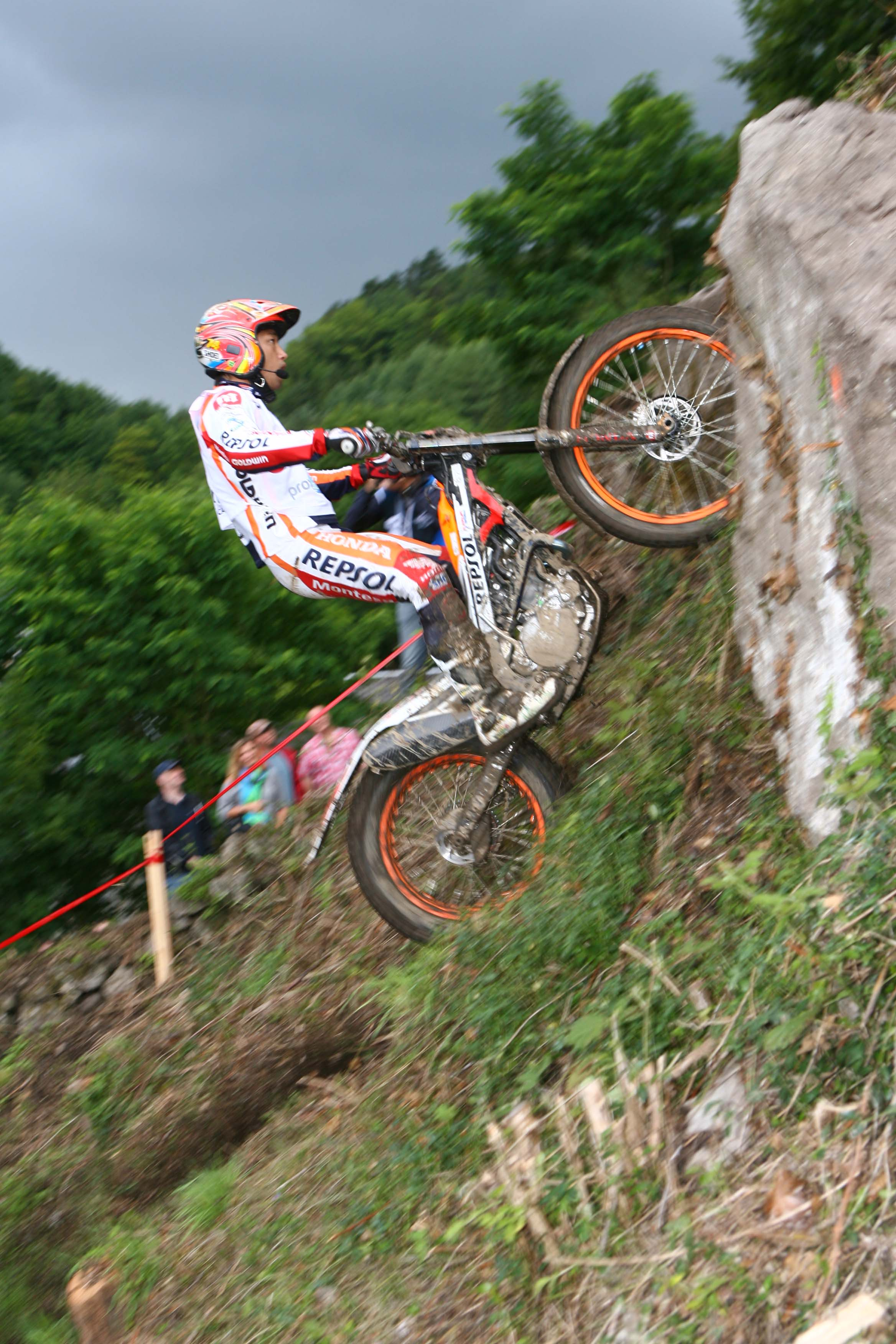
Takahisa Fujinami, cinquè classificat

| Posició | Pilot             | Motocicleta | Punts |
| ------- | ----------------- | ----------- | ----- |
| 1       | Toni Bou          | Montesa     | 225   |
| 2       | Adam Raga         | Gas Gas     | 210   |
| 3       | Albert Cabestany  | Sherco      | 163   |
| 4       | Jeroni Fajardo    | Beta        | 154   |
| 5       | Takahisa Fujinami | Montesa     | 145   |
| 6       | James Dabill      | Beta        | 113   |
| 7       | Jorge Casales     | Gas Gas     | 107   |
| 8       | Alexandre Ferrer  | Sherco      | 92    |
| 9       | Pol Tarrés        | Sherco      | 79    |
| 10      | Matteo Grattarola | Gas Gas     | 60    |
|         |                   |             |       |
| 19      | Pere Borrellas    | Gas Gas     | 7     |